# Nož v vodi
Nož v vodi (poljsko Nóż w wodzie) je poljski črno-beli dramski film iz leta 1962, ki ga je režiral Roman Polanski in zanj tudi napisal scenarij skupaj z Jakubom Goldbergom in Jerzyjem Skolimowskim. V glavnih vlogah nastopajo Leon Niemczyk, Jolanta Umecka in Zygmunt Malanowicz, Roman Polanski in Anna Ciepielewska pa le z glasom. Zgodba prikazuje par na jadranju, ki s seboj povabi še mladega moškega. Nasprotja med moškima vse bolj naraščajo do neizogibnega izbruha nasilja.
Film je bil premierno prikazan 9. marca 1962 v poljskih kinematografih. Kot poljski kandidat je bil nominiran za oskarja za najboljši mednarodni celovečerni film na 36. podelitvi. Osvojil je nagrado Mednarodnega združenja filmskih kritikov na Beneškem filmskem festivalu in bil nominiran za nagrado BAFTA za najboljši film. Uvrstil se je na več seznamov najboljših režijskih prvencev, leta 2010 pa na 61. mesto lestvice stotih najboljših filmov svetovne kinematografije revije Empire.

## Vloge
- Leon Niemczyk kot Andrzej
- Jolanta Umecka kot Krystyna
- Zygmunt Malanowicz kot mladenič